# Salgaocar Football Club
El Salgaocar Sports Club es un club de fútbol de India son sede en la ciudad de Goa. Fue fundado en 1956 y juega en la Indian-League.
Salgaocar SC fue el primer equipo en ganar la NFL en 1998-99 bajo la dirección del entrenador Ali Shabbir.
El Salagaocar es uno de los clubes de fútbol más antiguo del país.

## Historia
Salgaocar Sports Club fue fundado en 1956, por Sr. VM Salgaocar, fundador y presidente del Grupo de VM Salgaocar. Este club se formó con el único objetivo de dar una plataforma a los jóvenes de Goa para mostrar su talento al país y al mundo. El club sin embargo logró el reconocimiento indues sólo cuando Goa se libera de los portugueses en 1961. Un año más tarde, fue el primer equipo de Goa que se le invite a participar en la prestigiosa Copa Durand en Nueva Delhi.

## Palmarés
- NFL India (1): 1998/99
- Copa Federación de la India (3): 1988, 1989, 1997
- Liga de Goa (19): 1960, 1962, 1963, 1965, 1974, 1975, 1977, 1981, 1982, 1984, 1985, 1988, 1990, 1992, 1994, 1998, 2002, 2003, 2004
- Copa Rovers (3): 1989, 1996, 1999
- Copa Durand (2): 1999, 2003

## Uniforme
- Uniforme titular: Camiseta verde, pantalón blanco, medias verdes.
- Uniforme alternativo: Camiseta amarillo, pantalón azul, medias amarillas.

## Entrenadores
- Shabbir Ali (1997-abril de 2000)[2][3]
- Marcus Pacheco (junio de 2000-?)[4]
- Tim Hankinson (julio de 2009-febrero de 2010)[5][6]
- Peter Valles (interino- febrero de 2010)[7]
- Karim Bencherifa (febrero de 2010-octubre de 2012)[8][9]
- Peter Valles (interino- octubre de 2012-noviembre de 2012)[10][11][12][13]
- David Booth (noviembre de 2012-mayo de 2013)[12][14]
- Derrick Pereira (mayo de 2013-mayo de 2015)[15][16]
- Malky Thomson (mayo de 2015-enero de 2016)[16][17]
- Santosh Kashyap (enero de 2016-abril de 2016)[17][18]
- Mario Soares (interino- abril de 2016-2016)[18]
- Norberto Gonsalves (julio de 2016-2017)[19][20]
- Levino Pereira (2018-presente)[21][22][1]